# Not a Bad Thing
"Not a Bad Thing" é uma canção do artista estadunidense Justin Timberlake para o seu quarto álbum de estúdio, The 20/20 Experience 2 of 2 (2013). Foi escrita por Timberlake em conjunto de Timbaland e Jerome "J-Roc" Harmon, com escrita adicional de James Fauntleroy. Foi lançada como terceiro single do álbum em 24 de fevereiro de 2014 via download digital, seguido de um lançamento no formato de rádio contemporary hit radio em 25 de fevereiro. A canção é uma balada pop mid-tempo, que faz uso de uma guitarra acústica, com a letra centrada no tema "amor".
"Not a Bad Thing" recebeu críticas positivas, com muitos críticos contemporâneos observando a letra e a produção da música com uma reminiscência da boyband 'N Sync. O vídeo da canção estreou no programa The Ellen Degeneres Show em 20 de março de 2014. É um minidocumentário, que segue dois documentaristas em busca de um casal que ficou noivo em 12 de janeiro de 2014, enquanto numa linha de trem em Long Island (New York City), com o homem propondo a sua namorada "Not a Bad Thing". O vídeo termina com os cineastas dando várias pistas falsas, com uma segunda parte do vídeo a seguir. Timberlake performou a canção no programa The Tonight Show Starring Jimmy Fallon e durante a turnê The 20/20 Experience World Tour.

## Escrita e produção
"Not a Bad Thing" foi escrita por Timberlake, Timbaland, Jerome "J-Roc" Harmon e James Fauntleroy , e sendo produzida pelos três primeiros. Timberlake gravou e produziu seus vocais, que foram gravados nos estúdios Larabee (em North Hollywood), Califórnia. Harmon providenciou o teclado, enquanto Elliot Ives e Timberlake tocavam a guitarra. A canção foi projetada por Chris Godbey, e mixada por Jimmy Douglass, Godbey e Timberlake, com a ajuda de Alejandro Baima, nos estúdios Larabee.

## Composição e interpretação lírica
"Not a Bad Thing" é uma balada pop mid-tempo,  com uma duração de 11 minutos e 28 segundos; a versão do álbum inclui uma canção escondida intitulada "Pair of Wings". Not a Bad Thing faz o uso de uma guitarra acústica do começo ao fim, com os críticos observando sua semelhança com as músicas da boyband 'N Sync, e a canção possui foco no tema "amor". Brice Ezell, do site PopMatters, viu que "Not a Bad Thing" tem as mesmas características da música de 1999 "(God Must Have Spent) A Little More Time on You" (que pertence ao grupo 'N Sync), usando a mesma "seriedade emocional". Mikael Wood, do Los Angeles Times, descreveu a canção como "refrescante, uma alma de olhos azuis", que foi realizado quando Timberlake estava descobrindo as "possibilidades emocionais de seu canto" durante o seu tempo com a boyband. Jacques Peterson, do Popdust, notou a vibe "anos 90" da música e a influência do 'N Sync, enquanto Amy Sciarretto (do Popcrush) notou a voz mais soft de Timberlake. Sciarretto viu a letra da música como Timberlake "prometendo não ser 'o cara', ele é fiel, ele está apaixonado e ele vai ficar por aqui." Holly Gleason, da revista Paste, interpretou as letras como "endossando" o amor, com a canção em contraste em relação às faixas anteriores do álbum, celebrando o "viveram felizes para sempre".

## Vídeo musical
Uma prévia do vídeo foi divulgada no programa The Ellen Degeneres Show em 20 de março de 2014, e o vídeo completo estreou um dia seguinte na internet. Justin Timberlake não aparece no vídeo; o vídeo envolve dois documentaristas procurando por um casal que ficou noivo em 12 de janeiro de 2014, enquanto indo para Nova York no trem Long Island Rail Road, com o homem que propor a sua namorada "Not a Bad Thing". Durante todo o vídeo da música, os casais são entrevistados, compartilhando suas reflexões sobre amor, casamento e suas relações, bem como o que eles pensam do casal desconhecido. Em conjunto, os documentaristas são mostradas nas ruas de Nova York com folhetos com a hashtag "#haveyouseenthiscouple". Seguindo o vídeo, a apresentadora Ellen Degeneres disse: "Obviamente, se você conhece esse casal, contate-nos, porque Justin está tentando achá-los."

## Performances ao vivo
Justin Timberlake cantou "Not a Bad Thing" no The Tonight Show Starring Jimmy Fallon em 21 de fevereiro de 2014. Timberlake também cantou a música durante a The 20/20 Experience Tour e na turnê do álbum 2 of 2, The 20/20 Experience World Tour.

## Desempenho nas tabelas musicais
Posições
| Tabelas musicais (2014)                      | Melhor posição |
| -------------------------------------------- | -------------- |
| Austrália Urban (ARIA)                       | 1              |
| Bélgica (Ultratip Flanders)                  | 4              |
| Canadá CHR/Top 40 (Billboard)                | 4              |
| Nova Zelândia (Recorded Music NZ)            | 5              |
| Reino Unido R&B (Official Charts Company)    | 5              |
| Ucrânia (FDR)                                | 8              |
| Estados Unidos Billboard Hot 100             | 8              |
| Estados Unidos Adult Top 40 (Billboard)      | 5              |
| Estados Unidos Mainstream Top 40 (Billboard) | 3              |
| Estados Unidos Rhythmic (Billboard)          | 11             |